# Förtha
Förtha is een plaats en voormalige gemeente in de Duitse deelstaat Thüringen en maakt deel uit van het Wartburgkreis.
Bij Förtha ligt het spoorwegstation Förtha.

## Geschiedenis
Het dorp komt voor het eerst voor in een oorkonde uit 1239.
In 1996 werd Förtha samengevoegd met Marksuhl, dat op 6 juli 2018 opging in de gemeente Gerstungen.